# Minuskelcursief

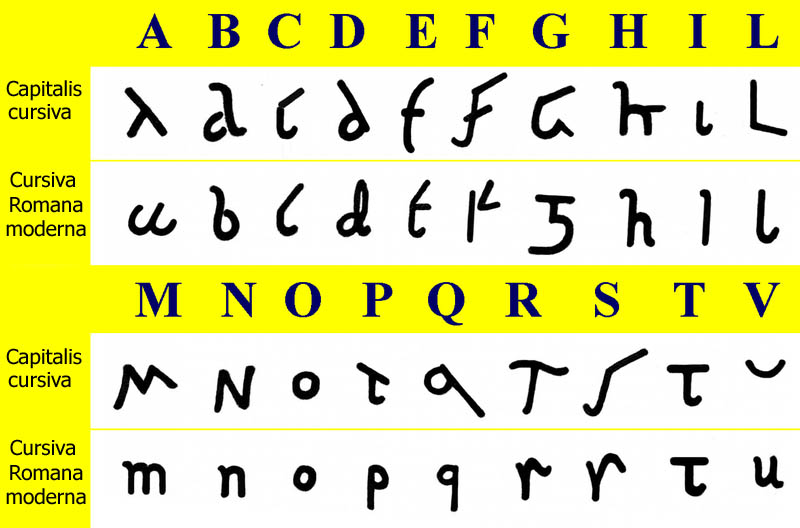
Vergelijking tussen minuskelcursief en capitalis cursiva

De minuskelcursief of cursiva romana moderna is een Romeins schrift uit de antieke tijd. Dit schrift ontwikkelde zich uit de capitalis cursiva het majuskelcursief, hoewel dit bij paleografen een discussiepunt vormt.
Het was in gebruik tussen de 3e en de 7e eeuw en werd voornamelijk gebruikt voor dagelijkse bezigheden, niet als boekschrift, alhoewel dit tegenwoordig betwist wordt.
De unciaal en de half-unciaal zijn zo goed als zeker van dit schrift afgeleid want de letters a, g, r en s hebben zeer gelijkaardige vormen. Dit minuskelcursief ligt ook aan de basis van de nationale schriften die in de middeleeuwen zullen ontstaan, zoals het Visigotisch, het Merovingisch, het Beneventaans enz. Het insulair schrift was, in tegenstelling met wat dikwijls wordt beweerd, niet rechtstreeks afgeleid van de minuskelcursief. Het schrift lag ook aan de basis van de diverse kanselarijschriften die in de middeleeuwen werden gebruikt zoals het schrift aan de pauselijke curie, aan de kanselarij van Ravenna en aan de Merovingische kanselarij.